# Ибшавай
Ибшавай, Абшва́й — город и центр района в губернаторстве Эль-Файюм в Египте. Находится в центральной части губернаторства, в 20 км к западу от центра губернаторства, города Файюм. Население насчитывает 54 853 человека (2006 год).

## Район
Район включает 8 населённых пунктов.
В районе активно занимаются выращиванием сельскохозяйственных культур: тмин, лук, хна, розмарин, и др.

## Известные уроженцы
- аль-Ибшихи (1388—1446) — арабский писатель и филолог, богослов.